# Toluquilla, Maravatío
Toluquilla är en ort i Mexiko.   Den ligger i kommunen Maravatío och delstaten Michoacán de Ocampo, i den sydöstra delen av landet, 130 km väster om huvudstaden Mexico City. Toluquilla ligger 2 178 meter över havet och antalet invånare är 261.
Terrängen runt Toluquilla är huvudsakligen kuperad, men åt nordost är den platt. Runt Toluquilla är det ganska tätbefolkat, med 96 invånare per kvadratkilometer. Närmaste större samhälle är Maravatío, 19,2 km väster om Toluquilla. I omgivningarna runt Toluquilla växer huvudsakligen savannskog.